# Аудиторский след
Аудиторский след (англ. audit trail, журнал регистрации событий, контрольный журнал) — хронологическая последовательность записей аудита, которые содержат доказательства изменения данных в результате выполнения бизнес-процесса или системной функции.
Записи аудита обычно возникают в результате такой деятельности, как операции или сообщения отдельных людей, системы, изменения балансов или других лиц.
Аудиторский след включает хронологический отчет о шагах, от заказа к продаже. Например, ведение журнала аудита для накладной, выставленной поставщиком, вероятно, будет относительно простым процессом. Часто аудиторский след начинается с получения счета-фактуры, а затем следует за ним через кредиторскую задолженность и, наконец, заканчивается выданным чеком или электронным платежом.
Аудиторский след используется как внешними, так и внутренними аудиторами отслеживать операции с помощью системы бухгалтерского учета, а также со стороны сотрудников бухгалтерии для отслеживания ошибок и причин расхождений в финансовой отчетности.

## Основы аудита
Эффективный аудиторский след строится на трех столпах:
1. Внутренний контроль — набор процедур, политик и рабочих процессов, внутренний контроль предназначенных для соответствия требованиям, обеспечения точности финансовой отчетности и снижения риска.
2. Вовлечение персонала — обеспечение работников пониманием важности механизмов внутреннего контроля; обеспечение необходимой подготовки и доступа к рабочим инструментам; обеспечение доступа к рабочей информации, необходимой работы и верификации информации.
3. Автоматизация — централизованного программного обеспечения для бухгалтерского процесса, аудиторской отчетности. Что обеспечивает богатые данные для прогнозирования, отчетности, и быстрого аудита, а также минимизацию человеческих ошибок, расходов неизвестного происхождения и мошенничества.

## История
Счетоводы Италии ещё в XIV веке, начали записывать все проводимые операции сразу в двух книгах. Такая система, позволила им сводить прибыль и убытки в таблицы. С этого момента появилась двойная запись, которая предусмотрела аудиторский след операции, для более удобного прослеживания финансовых потоков.